# Lissonota albomaculata
Lissonota albomaculata là một loài tò vò trong họ Ichneumonidae.